# V. Ramaswamy Aiyer
V. Ramaswamy Aiyer, también escrito Aiyar, (4 de agosto de 1871 - 22 de enero de 1936) fue un matemático aficionado indio, funcionario del Servicio Provincial de Madrás. En 1907, junto con un grupo de amigos, fundó la Sociedad Matemática India con sede en Pune. Fue el primer Secretario de la Sociedad y actuó en ese cargo hasta 1910, presidiéndola desde 1926 a 1930.

## Semblanza
Ramaswamy Aiyer nació en 1871 en Sathyamangalam, en el entonces distrito de Coimbatore, en la casa de su abuelo materno. Se formó en una universidad local en Coimbatore, obteniendo su graduación y maestría en el Presidency College de Chennai. Durante su época universitaria se interesó activamente en el críquet y la gimnasia. Mientras todavía era estudiante en el Presidency College, contribuyó al Educational Times y a otras revistas matemáticas. El editor del Educational Times se dirigió a él como 'Profesor Ramaswami', confundiéndolo con un profesor universitario. Este título informal de 'Profesor' se le quedó para siempre.
Después de obtener el título de maestría, sirvió en Central College de Bangalore por un corto período y luego fue nombrado para ayudar al director Weir en la enseñanza de las Matemáticas para la Licenciatura en la Universidad de Mysore Maharaja. En 1898 se unió al Servicio Provincial de Madrás como funcionario público. Después de un período de prueba, fue nombrado Responsable Adjunto de las Colecciones de Madrás en 1901. Se retiró del Servicio en 1926. Murió de una hemorragia cerebral en 1936. 

## Fundación de la Sociedad India de Matemáticas
En 1906, mientras era Coleccionista Adjunto en Gooty, Ramaswamy Aiyer organizó una asociación llamada Club Analítico, con el fin de poder disponer de unas instalaciones adecuadas para el estudio y la investigación en matemáticas. Inicialmente, el Club estaba integrado por tres miembros. El 4 de abril de 1907 anunció en los Madras Dailies la formación de la Sociedad Matemática India, con 20 miembros. Pune fue elegido como sede de la Sociedad y Ramaswamy Aiyer actuó como Secretario hasta 1910, comenzando el Diario de la Sociedad e iniciando su biblioteca. Ramaswamy Aiyer dejó el Comité de la Sociedad en 1910, pero continuó participando activamente en sus actividades. Fue nombrado presidente de la Sociedad en 1926 y ocupó ese cargo hasta 1930. 

## Patrocinio de Srinivasa Ramanujan
Cuando Ramaswami Aiyer fue Coleccionista Adjunto en Tirtukkoilur en 1910, Srinivasa Ramanujan buscó su patrocinio y solicitó ser nombrado empleado en su oficina. La única recomendación de Ramanujan fueron sus cuadernos matemáticos, que se conservan en la Biblioteca de la Universidad de Madrás. Al examinar el contenido de los cuadernos, Ramaswami Aiyer se sorprendió por los extraordinarios resultados registrados en ellos, y recomendó a Ramanujan a sus amigos matemáticos en Madrás. También ayudó a publicar los primeros trabajos de Ramanujan en el Journal of Indian Mathematical Society.